# Liste des députés européens d'Estonie de la 6e législature
Cet article présente la liste des députés européens élus en Estonie de la mandature 2004-2009, élus lors des élections européennes de 2004 en Estonie.
| Nom                                                           | Liste                         | Groupe parlementaire européen |
| ------------------------------------------------------------- | ----------------------------- | ----------------------------- |
| Tunne Kelam                                                   | Union de la patrie            | PPE-DE                        |
| Marianne Mikko                                                | Parti social-démocrate        | PSE                           |
| Siiri Oviir                                                   | Parti du centre d'Estonie     | ADLE                          |
| Katrin Saks (remplace Toomas Hendrik Ilves le 9 octobre 2006) | Parti social-démocrate        | PSE                           |
| Toomas Savi                                                   | Parti de la réforme d'Estonie | ADLE                          |
| Andres Tarand                                                 | Parti social-démocrate        | PSE                           |